# Montigné-le-Brillant
Montigné-le-Brillant è un comune francese di 1 325 abitanti situato nel dipartimento della Mayenne nella regione dei Paesi della Loira.

## Società

### Evoluzione demografica
Abitanti censiti